# Köslau
Köslau ist ein Gemeindeteil der Stadt Königsberg in Bayern im unterfränkischen Landkreis Haßberge.

## Geografie
Das Kirchdorf liegt in etwa 24 Kilometer Entfernung nordwestlich von Bamberg auf einem Höhenrücken in den Haßbergen.

## Geschichte
Im Jahr 1231 wurde Köslau erstmals mit „Goteboldus et Herdegen de Koselen“ als Zeuge in einer Urkunde über die Güter des Ludwig von Raueneck erwähnt.
Das Dorf gehörte als Teil des sächsischen Amtes Königsberg unter anderem bis 1640 zu Sachsen-Weimar, dann folgte Sachsen-Gotha bis 1675, Sachsen-Römhild bis 1683 und dann Herzogtum Sachsen-Hildburghausen. Mit der Neuordnung der ernestinischen Herzogtümer 1826 bis zum Ende der Monarchie 1918 gehörte der Ort zum Herzogtum Sachsen-Coburg und Gotha. 1920 erfolgte die Eingliederung in das bayerische Bezirksamt Hofheim.
1837 zählte das Kirchdorf Köslau 154 Einwohner, 1871 waren es 166, die in 28 Wohngebäuden lebten. 1925 hatte die Landgemeinde Köslau eine Fläche von 521,90 Hektar, 139 Einwohner, von denen 134 evangelisch waren, und 24 Wohngebäude. Das Dorf hatte eine Schule und gehörte zum Sprengel der evangelisch-lutherischen Pfarrei Dörflis. 1950 hatte der Ort 217 Einwohner und 25 Wohngebäude. Im Jahr 1970 zählte Köslau 123 Einwohner und 1987 97 Einwohner sowie 24 Wohngebäude.
Am 1. April 1972 wurde die Gemeinde Köslau in die Stadt Königsberg eingegliedert.

## Baudenkmäler
Die evangelisch-lutherische Filialkirche St. Burkhard ist eine Chorturmkirche. Das Langhaus ist ein Saalbau mit einem Satteldach und wird auf 1730 datiert. Der Innenraum wird von einem flachen Tonnengewölbe überspannt. Das Sockelgeschoss des Chorturms ist spätgotisch. Der Chor hat ein Kreuzgewölbe. Auf dem Turm befindet sich eine Zwiebelhaube. Das Gotteshaus ist seit 1618 eine Tochterkirche von Dörflis.